# فرناندو نيستور بيريز
فرناندو نيستور بيريز (بالإسبانية: Fernando Néstor Pérez)‏ (11 سبتمبر 1980 بالأرجنتين - ) هو لاعب كرة قدم أرجنتيني في مركز الهجوم. لعب مع باراكاس سينترال ونادي باكو وDeportivo MacAllister ‏ وجيمناستيسيا توريلافيجا ‏.

## وصلات خارجية
- فرناندو نيستور بيريز على موقع قاعدة بيانات كرة القدم.إي يو (الإنجليزية)
- فرناندو نيستور بيريز على موقع Soccerway.com (الإنجليزية)